# Verkiezingen voor het Europees Parlement 1999/Kandidatenlijst/CDA
Hieronder volgt de kandidatenlijst voor de Europese Parlementsverkiezingen 1999 van CDA - Europese Volkspartij.

## De lijst
1. Hanja Maij-Weggen
2. Wim van Velzen
3. Ria Oomen-Ruijten
4. Albert Jan Maat
5. Karla Peijs
6. Bert Doorn
7. Arie Oostlander
8. Bartho Pronk
9. Peter Pex
10. Maria Martens
11. Cees Bremmer
12. Bart van Winsen
13. Birgit van Dongen-Svensgaard
14. Nihat Eski
15. Ciel Meewis
16. Cornelis Visser
17. Hillie van de Streek
18. Jacob Wiersma
19. Jan Koster
20. Chantal Hectors
21. A.L.H.A. Schouten
22. Ellen Timmers-van Moorsel
23. Bearn Bilker
24. Irene Drexhage-Zijlstra
25. Hein Pieper
26. Willem Peek
27. Rick Matser
28. Huub Verhoeven
29. Gerardus ten Thij
30. Jan Simons